# فهرست کوکتل‌های رسمی آی‌بی‌ای

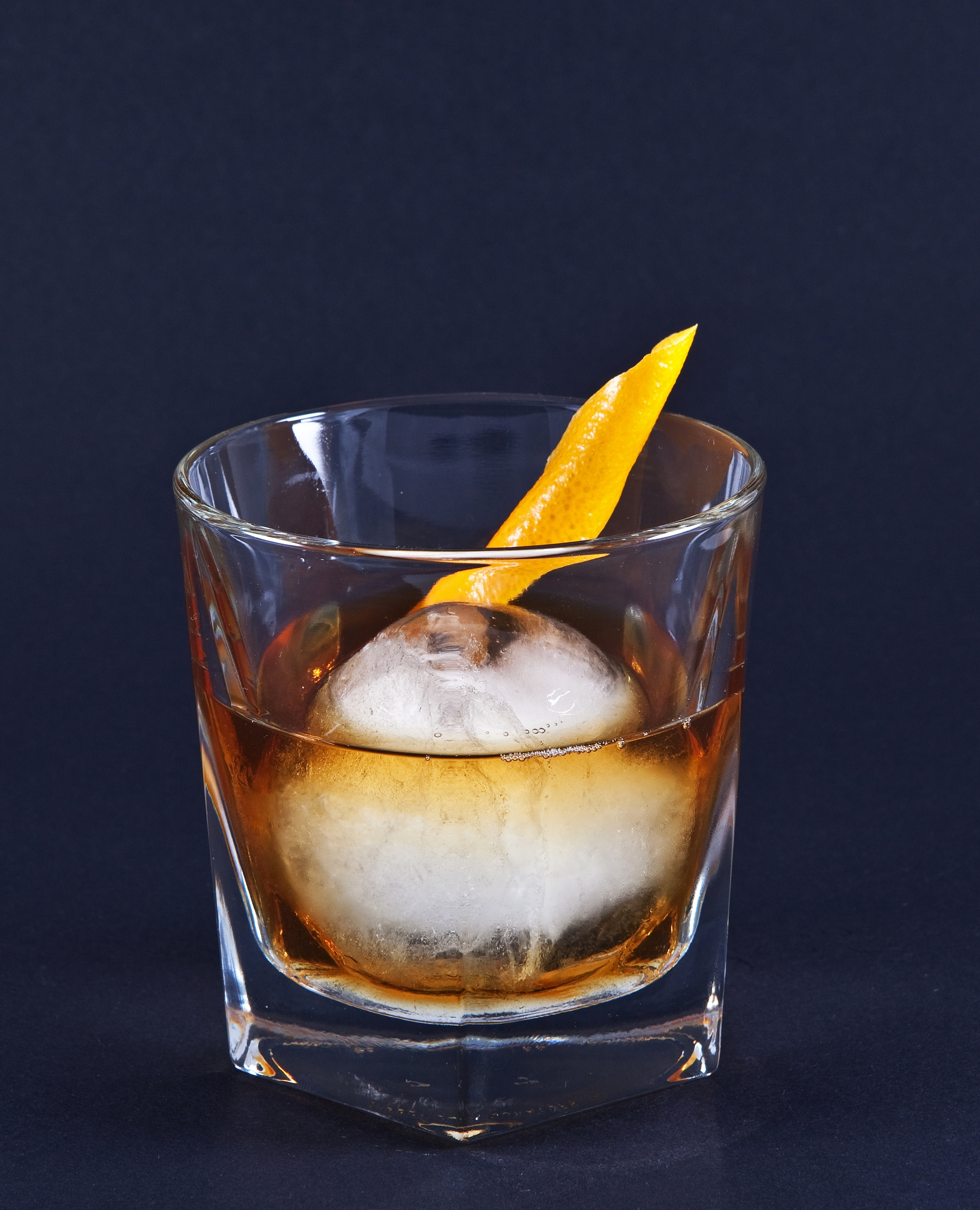
کوکتل

کوکتل‌های رسمی آی‌بی‌ای به فهرستی از کوکتل‌های مورد تأیید انجمن بین المللی بارمن ها یا آی‌بی‌ای گفته می‌شود. این سازمان در سال ۱۹۵۱ در شهر زالتسبورگ، اتریش تأسیس شد. این انجمن به عنوان سازمانی غیرانتفاعی با هدف ترویج و توسعه هنر بارمن و شناساندن استانداردهای جهانی در زمینه تهیه کوکتل‌ها و نوشیدنی‌ها فعالیت می‌کند.

### اهداف اصلی آی‌بی‌ای:
- ترویج هنر بارمن: ترویج و توسعه هنر بارمن‌گری به عنوان یک حرفه و هنر.
- آموزش: ارائه آموزش‌های تخصصی و حرفه‌ای به بارمن‌ها و علاقه‌مندان.
- استانداردسازی: تعیین استانداردهای جهانی برای تهیه و سرو کوکتل‌ها و نوشیدنی‌ها.
- شبکه‌سازی: ایجاد شبکه‌ای از بارمن‌ها و علاقه‌مندان به هنر بارمن‌گری در سراسر جهان.[۱]

### مسابقات آی‌بی‌ای
یکی از مهمترین فعالیت‌های آی‌بی‌ای برگزاری مسابقات بین‌المللی بارمن‌هاست. این مسابقات هر ساله در کشورهای مختلف برگزار می‌شود و بارمن‌های برتر از سراسر جهان در آن شرکت می‌کنند تا مهارت‌ها و خلاقیت‌های خود را به نمایش بگذارند. این مسابقات شامل بخش‌های مختلفی مانند تهیه کوکتل‌های کلاسیک، کوکتل‌های خلاقانه و هنر نمایش بارمن‌گری است.

### انواع مسابقات

#### مسابقات قهرمانی کوکتل (World Cocktail Championship (WCC)
این مسابقات شامل تهیه کوکتل‌های کلاسیک و خلاقانه است.
بارمن‌ها از تکنیک‌ها و مهارت‌های خود برای تهیه بهترین کوکتل‌ها استفاده می‌کنند.
داوران امتیازات خود را بر اساس طعم، ظاهر، و تکنیک‌های تهیه ارائه می‌دهند.

#### مسابقات قهرمانی استعداد جهانی (World Flair Championship (WFC))
این مسابقات به نمایش هنر بارمن‌گری و تکنیک‌های نمایش مختص بارمن‌ها اختصاص دارد.
بارمن‌ها با حرکات نمایشی و جذاب خود مهارت‌های فوق‌العاده‌ای را به نمایش می‌گذارند.
داوران امتیازات خود را بر اساس خلاقیت، نمایش، و تکنیک‌های نمایشی ارائه می‌دهند.

### آموزش و استانداردها
این سازمان دوره‌های آموزشی و کارگاه‌های تخصصی برای بارمن‌ها برگزار می‌کند تا آن‌ها را با آخرین تکنیک‌ها و استانداردهای جهانی آشنا کند. همچنین، فهرست رسمی کوکتل‌های آی‌بی‌ای به عنوان یک مرجع معتبر برای بارمن‌ها در سراسر جهان شناخته می‌شود.

## انجمن بین‌المللی بارمن‌ها
این فهرست ارائه شده توسط انجمن بین‌المللی بارمن‌ها (IBA) است که به منظور نمایندگی از ماهرترین بارمن‌های جهان تأسیس شده است.

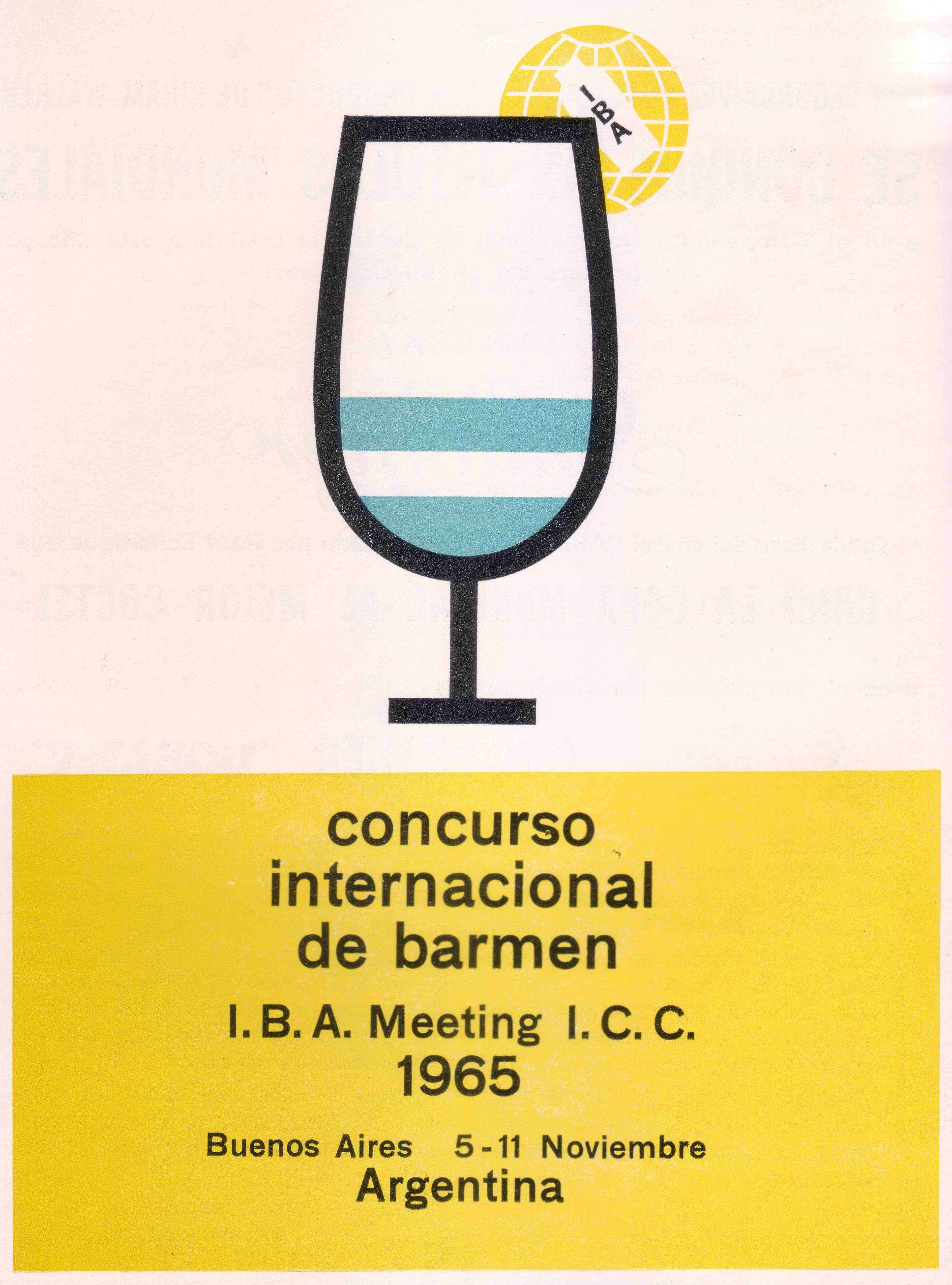

## فهرست کوکتل‌ها

### فراموش نشدنی‌ها

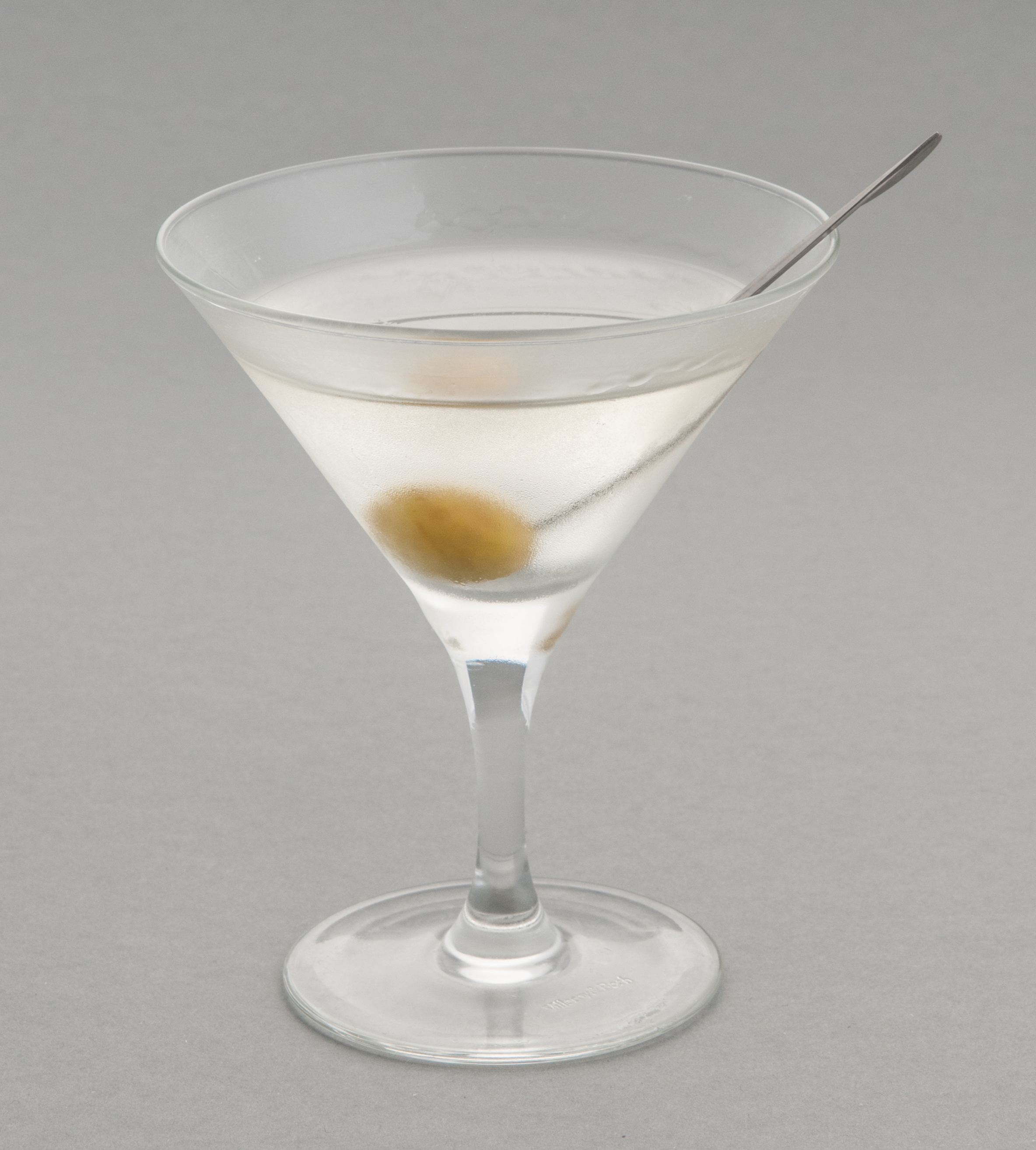
مارتینی یکی از معروفترین کوکتل‌ها در بین مردمان جهان

الکساندر
تهیه شده با کنیاک، لیکور کاکائو (لیکور شکلات) و خامه.
آمریکانو
تهیه شده با کامپاری، ورموت شیرین، نسخه گازدار، نوشابه کلوبی و تزئین با یک تکه لیمو.
صورت فرشته
تهیه شده با جین، براندی زردآلو و کالوادوس در مقادیر مساوی.
هوانوردی
: 25 
بین ورق‌ها
ساخته شده با رام سفید (یا رام سبک دیگر)، کنیاک، تریپل سک، و آب لیمو.
بلوار
ساخته شده با بوربون یا ویسکی چاودار، ورموت قرمز شیرین و کامپاری تلخ.
برندی کرستا
تهیه شده با برندی، لیکور ماراسکینو، بلو کاراسائو، آب لیموی تازه، شربت اینورت و آنگوستورا.
کازینو
تهیه شده با جین، لیکور ماراسکینو، تلخ پرتقال و آب لیموی تازه.
باشگاه شبدر
تهیه شده با جین، آب لیمو، شربت تمشک و سفیده تخم‌مرغ.
داکوری
ساخته شده با رام، آب مرکبات (معمولا لیموی شیراز) و شکر یا شیرین کننده‌های دیگر.
مارتینی
با جین و ورموت سفید درست شده و با زیتون یا لیمو تزیین می‌شود.
فیز
تهیه شده با جین، آب لیمو و شکر، که با یخ تکان داده می‌شود، در لیوان ریخته شده و روی آن آب گازدار ریخته می‌شود.
هنکی پنکی
ساخته شده با جین، ورموت شیرین و فرنت برانکا.
جان کالینز
تهیه شده از جین، لیموترش، شربت اینورت و سودا.
حرف آخر
تهیه شده از مقادیر مساوی جین، چارتروز سبز، لیکور ماراسکینو، و لیموی شیراز تازه، که در یک شیکر با یخ ترکیب می‌شوند. پس از تکان دادن، مخلوط را از طریق یک صافی کوکتل (الک) داخل لیوان می‌ریزند تا کوکتل حاوی یخ نباشد و " مستقیم " سرو شود.
منهتن
ساخته شده با ویسکی، ورموت شیرین، و تلخ.
مارتینز
یک کوکتل کلاسیک ساخته شده از جین، ورموت شیرین، لیکور ماراسکینو، و پرتقال که به‌طور گسترده به عنوان پیش ساز مستقیم مارتینی در نظر گرفته می‌شود.
مری پیکفورد
تهیه شده از رام سفید، آب آناناس تازه، گرانادین و لیکور ماراسکینو. آن را تکان داده و سرد، اغلب با گیلاس ماراسکینو سرو می‌شود.
مانکی گلندتهیه شده با جین، آب پرتقال، گرنادین و ابسنت. در دهه ۱۹۲۰ توسط هری مک الهون، صاحب بار نیویورک هری در پاریس، فرانسه ساخته شد.
نگرونی
یک کوکتل ایتالیایی که با یک قسمت جین، یک قسمت ورموت روسو (قرمز، نیمه شیرین) و یک قسمت کامپاری با پوست پرتقال تزیین شده است.
اولد فشن
با مخلوط کردن شکر با مواد تلخ، اضافه کردن ویسکی یا کمتر معمول برندی، و تزئین با پوست مرکبات.
پارادایس
تهیه شده با جین، براندی زردآلو (لیکور زردآلو)، و آب پرتقال به نسبت ۲:۱:۱، همراه با آب لیمو.
پلنترز پانچ
ساخته شده با رام جامائیکا، لیموی شیراز تازه، و آب نیشکرها.
پورتو فلیپ
تهیه شده با برندی و شراب پورت و یک عدد زرده تخم‌مرغ.
راموس فیز
تهیه شده از جین، لیموترش، لیموی شیراز، سفیده تخم مرغ، شکر، خامه، آب گل پرتقال و  سودا. این کوکتل در یک لیوان بزرگ کالینز ۱۲ تا ۱۴ اونس بدون مخروط سرو می‌شود.
مین را به خاطر بسپار
تهیه شده با ویسکی چاودار، ورموت شیرین، برندی گیلاس و ابسنت.
ناخن زنگ زده
با مخلوط کردن درامبوئی و ویسکی اسکاچ ساخته می‌شود.
سازراک
گونه‌ای محلی نیواورلئان از کوکتل کنیاک یا ویسکی، که به‌خاطر برند کنیاک (Sazerac de Forge et Fils) نام‌گذاری شده است که به عنوان ماده اصلی این کوکتل استفاده می‌شود. این نوشیدنی به‌طور سنتی ترکیبی از کنیاک یا ویسکی چاودار، ابسنت، پیچو بیترز، و شکر است، اگرچه ویسکی بوربن گاهی جایگزین چاودار می‌شود و گاهی هربسینت جایگزین آبسنت می‌شود.
ساید کار
تهیه شده با کنیاک، لیکور پرتقال (کوانترو، گران مارنیه، بلو کاراسائو خشک، یا تریپل سک)، به علاوه لیموترش.
استینگر
کوکتل دوتایی که با افزودن خامه منته به برندی تهیه می‌شود (اگرچه دستور العمل‌ها متفاوت است).
تاکسیدو
تهیه شده با جین، ورموت خشک، پرتقال، ماراسکینو و ابسنت.
میدان قدیمی
تهیه شده با ویسکی چاودار، کنیاک، لیکور ورموت شیرین، بندیکتین، و پچو تلخ.
ویسکی ترش
نوشیدنی مخلوط حاوی ویسکی (اغلب بوربون)، لیموترش، شکر و در صورت تمایل، کمی سفیده تخم‌مرغ.
وایت لیدی
این کوکتل اساساً یک سایدکار ساخته شده با جین به جای برندی است. چیزی که آن را با جین ترش ساده متفاوت می‌کند، جایگزینی شکر با تریپل سک است. کوکتل گاهی اوقات شامل مواد اضافی نیز می‌شود، به عنوان مثال سفیده تخم‌مرغ، شکر یا خامه.

### کلاسیک معاصر

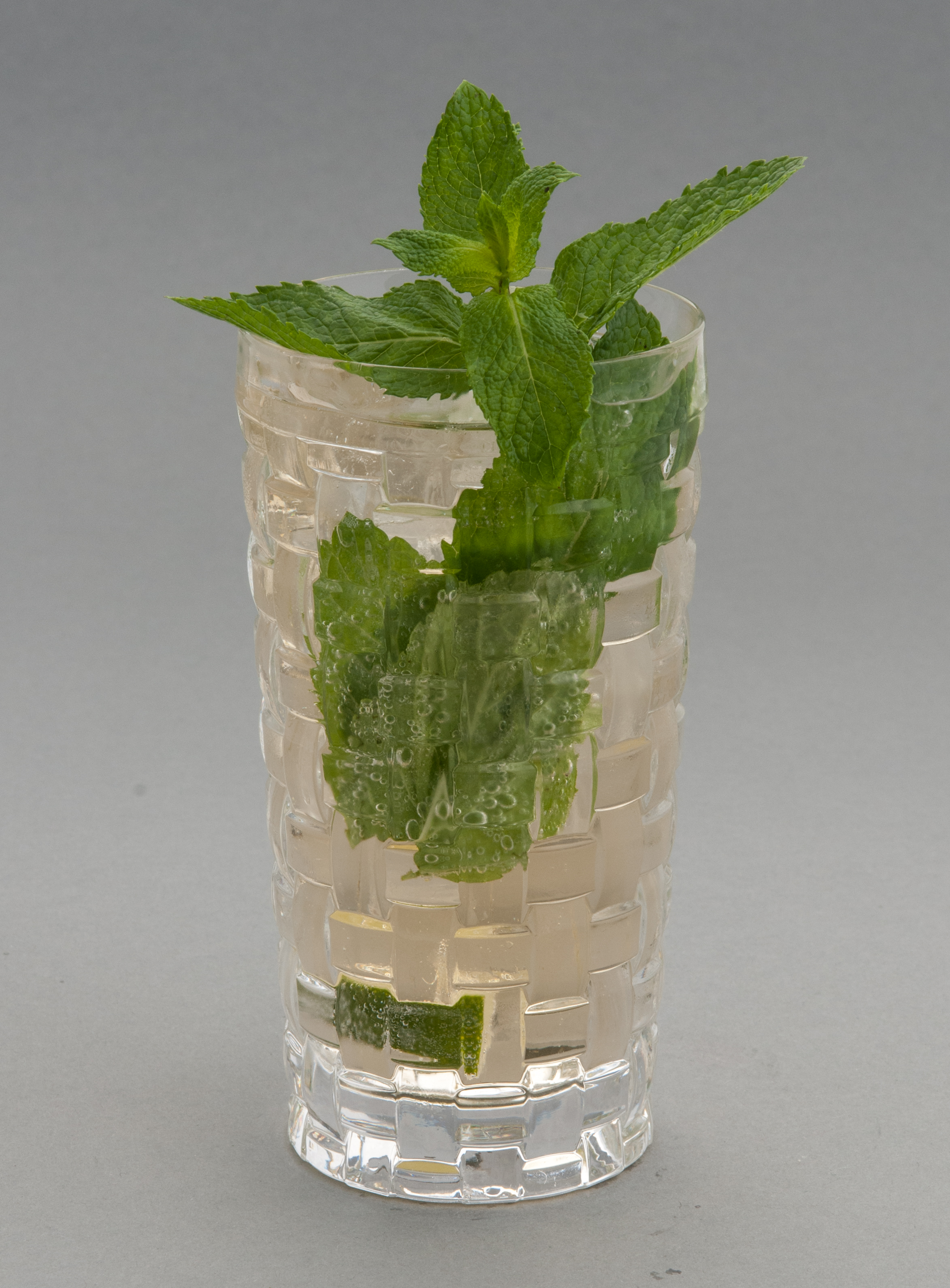
یک موهیتو

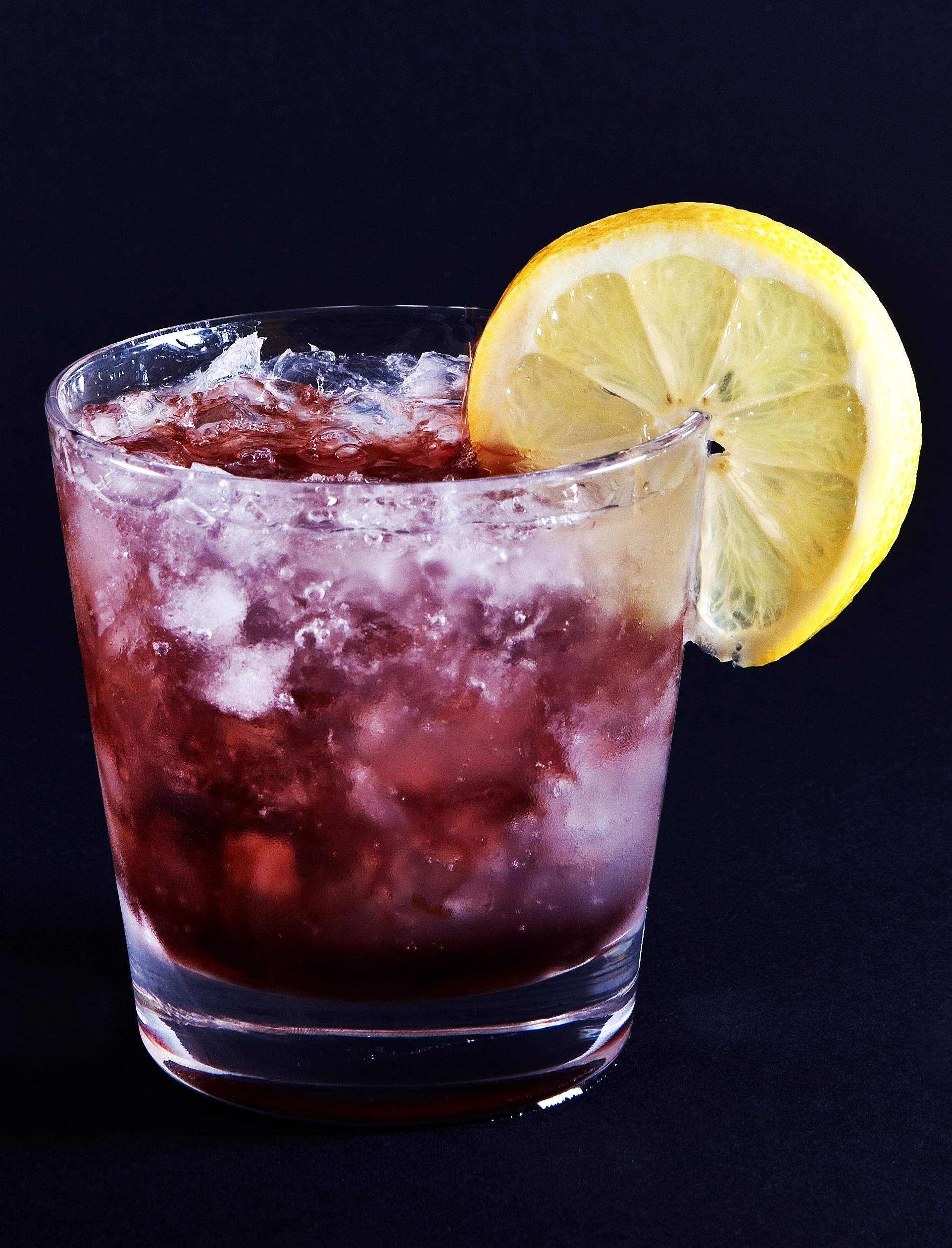
کوکتل برامبل، بر پایه جین

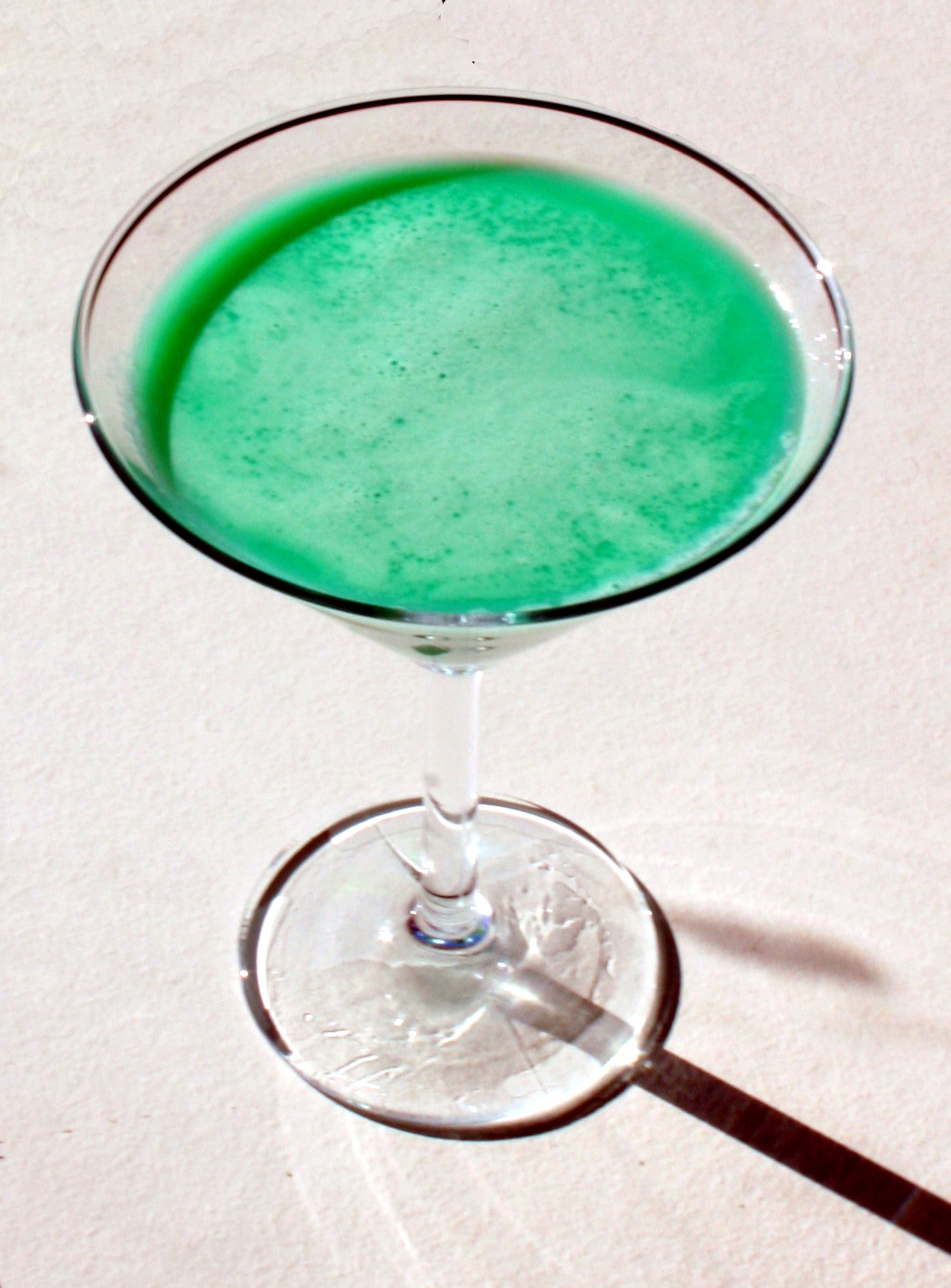
کوکتل گراس‌هوپر که به دلیل رنگ آن به ملخ به این نام مشهور شده است

باکاردی
بلادی مری
کایپیرینها
کازماپولیتن
کوبا لیبره
قهوه ایرلندی
کیر
مای تای
مارگاریتا
موهیتو
مسکو میول
پینا کولادا
ورموت
مخصوص همینگوی
برامبل
طلوع تکیلا
ترش نیویورکی
سنگاپور اسلینگ
کلاور کلاب
ملکه مری
استینگر
ویسکی ترش
گراس‌هوپر
لانگ آیلند آیس تیمعمولاً با ودکا، تکیلا، رام سبک، تریپل سک، جین و مقداری کولا درست می‌شود که به نوشیدنی همان رنگ کهربایی چای سردمی‌دهد.
پرنده زردتهیه شده با رام سفید، گالیانو، تریپل سک و آبلیمو.
فرنچ کانکشنتهیه شده از قسمت‌های مساوی کنیاک و لیکور آمارتو.
صورت فرشتهتهیه شده با جین، براندی زردآلو و کالوادوس به مقدار مساوی.
سایدکارتهیه شده با کنیاک، لیکور پرتقال (کوانترو، گرند مارینر، کوراسائو خشک، یا تریپل سک)، به علاوه آب لیمو.
پورتو فلیپتهیه شده با براندی، شراب رابی‌پورت و یک عدد زرده تخم مرغ.
کازینوتهیه شده با جین، لیکور ماراسکینو، پرتقال و آب لیموی تازه.
جان کالینزتهیه شده از جین، آب لیمو، شربت ساده و سودا.
سایدکارساخته شده با کنیاک، لیکور پرتقال (کوئنترو، گرند مارینر، کوراسائو، یا تریپل سک)، به علاوه آب لیمو.

## تاریخچه

### تغییرات در سال ۲۰۲۰
فهرست آی‌بی‌ای در سال ۲۰۲۰ با ۲۴ نوشیدنی جدید، ۱۱ نوشیدنی حذف شده، ۲ تغییر در بین بخش‌ها و ۱ تغییر نام به‌طور قابل توجهی به روز شد.
نوشیدنی زیر در به روز رسانی سال ۲۰۲۰ اضافه شد:
اضافه شده برای فراموش نشدنی‌ها (۶ نوشیدنی):
 بلواردیر، براندی کرستا، هنکی پنکی، لست ورد، مارتینز، ویو کاره
اضافه شدگان از کلاسیک معاصر (۲ نوشیدنی):

کورپس ریوایور #۲، زامبی
اضافه شدگان از نوشیدنی‌های عصر جدید (۱۶ نوشیدنی): 

بیزنیز، کانچانچارا، فرناندیتو، ایلیگل، نیکد اند فیمس، نیویورک سور، اولد کیوبن، پالوما، پیپر پلین، پنی سیلین، ساوت ساید، اسپایسی فیفتی، سافرینگ بستردز، تیپری، ترینیداد سور، ونتو
حذف و تغییرات‌ها:

پیسکو سور و وسپر هر دو از «نوشیدنی‌های دوران جدید» به «کلاسیک‌های معاصر» منتقل شدند.
«اسپریتز ونزیانو» به «اسپریتز» تغییر نام داد و در «فهرست نوشیدنی‌های عصر جدید» باقی ماند.
۱۱ نوشیدنی زیر در به‌روزرسانی سال ۲۰۲۰ از فهرست حذف شدند:

بس-۵۲، باکاردی، دربی، درتی مارتینی، گادفادر، مادرخوانده، هاروی والبانگر، کامیکاز، رز، اسکرودرایور، وامپیرو.

#### ویرایش در سال ۲۰۲۱
یک اصلاح جزئی در سال ۲۰۲۱ انجام شد و ساوث ساید را که در سال ۲۰۲۰ به فهرست اضافه شده بود را حذف کرد.